# Topomeigenia maturina
Topomeigenia maturina là một loài ruồi trong họ Tachinidae.